# 戸田信子 (作曲家)
戸田 信子（とだ のぶこ）は、日本の作曲家、オーケストレーター、音楽プロデューサー。FILM SCORE PHILHARMONIC ORCHESTRA代表・音楽監督。ロサンゼルスと東京を拠点とするサウンドトラック専門の音楽プロダクションFILM SCORE LLC代表。戸田 色音（とだ いろね）として活動している作品もある。2016年公開の米ドキュメンタリー映画「すばらしき映画音楽たち」では製作総指揮。

## 人物概要
東京都品川区出身。代表作にゲーム「Metal Gear Solid」シリーズ、映画『太秦ライムライト』、3Dアニメ『ULTRAMAN』『攻殻機動隊 SAC_2045』など。
4歳よりピアノ・エレクトーン、作曲を始める。ジョン・ウィリアムズのコンサートで本人に手渡した楽曲を賞賛されたのをきっかけに映画音楽の道へ進む。バークリー音楽大学の映画音楽作曲学科と現代音楽とプロダクションの両学部を首席で卒業。ハリウッドの映画音楽制作手法と音楽プロダクションを学ぶ。
2004年から2010年までコナミデジタルエンタテインメントのコンポーザーとして所属。「メタルギアソリッド」シリーズをハリウッドの映画音楽作曲家ハリー・グレッグソン＝ウィリアムズと共に手掛けてきた。『メタルギアソリッド4 ガンズ・オブ・ザ・パトリオット』では作曲チームのチーフを務め「MGS4〜愛のテーマ〜」の作曲や、長時間に渡る映像シーンの音楽を担当してきた。
2011年、コナミを退職後しサウンドトラックを専門とする音楽プロダクションFILM SCORE LLCをロサンゼルスに設立して独立。国際的に活動の幅を広げ、作曲家陣内一真と共同で音楽制作を行うようになり、日米合作の映画『太秦ライムライト』ではゴールデンリールの長編外国語映画部門音響編集賞を、Microsoftゲーム『Halo 5: Guardians』では音楽プロデューサー、オーケストレーターとして英国アカデミー賞音楽賞(BAFTA)にノミネートを受けている。
2016年国内初となるサウンドトラックを専門に演奏するオーケストラ「FILM SCORE PHILHARMONIC ORCHESTRA」を創設。105名の団員を率いて代表、音楽監督に就任。日本を拠点に海外でのオーケストラレコーディングに多数携わっており世界配信を中心としたテレビ、ゲーム、映画音楽作曲、音楽プロデュースなどで活動している。

## 主な作曲作品

### 映画
2005年
- THE SECRET SHOW ショートショートフィルムフェスティバルスカラシップ制作 - 作曲

2006年
- 渋谷区円山町
- ハヴァ、ナイスデー「初恋のてんまつ」- 作曲

2007年
- LINE 文化庁若手映画作家育成プロジェクト - 作曲

2008年
- エスケイプ - 作曲
- 日にち薬 - 作曲

2010年
- 空にいちばん近い幸せ〜映画『ジーン・ワルツ』ANOTHER STORY〜 - 作曲

2011年
- 青春マンダラー! - 観光庁特別製作作品 - 作曲

2013年
- 消しゴム屋 Memory Sculptor - 作曲
- 劇場版タイムスクープハンター〜安土城最後の一日〜 - 音楽プロデューサー、作曲、オーケストレーター

2014年
- 太秦ライムライト - 音楽プロデューサー、作曲、オーケストレーター
- シャンティ デイズ 365日、幸せな呼吸 - 音楽プロデューサー、作曲、オーケストレーター
- 上を向いて - 作曲
- ジュリエット×2 ～恋音ミュージカル～ - 作曲

2016年
- CINEMA FIGHTERS - 作曲（落合賢 監督作品「スワンソング」）

2017年
- ウタモノガタリ - 作曲（Yuki Saito 監督作品「Our Birthday」）

2021年
- 軍艦少年 - 作曲、音楽プロデュース
- 攻殻機動隊SAC_2045劇場版 - 作曲

### アニメ
2014年
- 一週間フレンズ。 - 作曲
- モンスター烈伝 オレカバトル - 一部作曲

2016年
- 甘々と稲妻 - 作曲

2017年
- ウマ娘 プリティーダービー - 作曲

2018年
- スペースバグ - 作曲

2019年
- ULTRAMAN - 音楽

2020年
- 宝石商リチャード氏の謎鑑定 - 作曲
- 攻殻機動隊 SAC_2045 - 作曲

2022年
- RWBY 氷雪帝国 - 作曲

2023年
- アリス・ギア・アイギス Expansion - 作曲

2024年
- オーイ! とんぼ - 作曲

### テレビドラマ
2008年
- ZERO（MTV JAPAN）- 作曲

2011年
- タイムスクープハンターシリーズ3（NHK） - テーマ曲作曲

2012年
- タイムスクープハンターシリーズ4（NHK） - テーマ曲作曲

2013年
- タイムスクープハンターシリーズ5（NHK） - テーマ曲作曲
- イタズラなKiss〜Love in TOKYO（フジテレビTWO）- 作曲、音楽プロデューサー

2014年
- タイムスクープハンターシリーズ6（NHK） - テーマ曲作曲
- 太秦ライムライト（NHK BSプレミアム）- 音楽プロデューサー、作曲、オーケストレーター
- 甲殻不動戦記 ロボサン（テレビ東京） - ロボサン部分のみ作曲

2019年
- 簡単なお仕事です。に応募してみた（日本テレビ） - 作曲

2020年
- 東京ラブストーリー（FOD、アマゾンプライム）- 作曲、挿入歌プロデュース
- ガンプラくん - 作曲

### ゲーム
2003年
- ボクらの太陽 - 作曲

2004年
- メタルギアソリッド3 スネークイーター - 作曲
- メタルギアアシッド - 作曲
- 続・ボクらの太陽 太陽少年ジャンゴ - 作曲

2005年
- メタルギアアシッド2 - 作曲
- 新・ボクらの太陽 逆襲のサバタ - 作曲

2008年
- メタルギアソリッド4 ガンズ・オブ・ザ・パトリオット - 作詞・作曲、音楽ディレクター
- 大乱闘スマッシュブラザーズX - MGS4のLove Themeを提供

2010年
- メタルギアソリッド ピースウォーカー - 作詞・作曲
- ウイニングイレブン2011 - 作曲
- クイズマジックアカデミー7 - 作曲

2011年
- ロートレックと冒険の騎士団 - 作曲
- 戦律のストラタス - 作曲
- クイズマジックアカデミー8 - 一部作曲

2012年
- モンスター烈伝 オレカバトル - 一部作曲
- キングダム ハーツ 3D ［ドリーム ドロップ ディスタンス］ - "ファンタジアパート"のオーケストラアレンジ
- とんがり帽子と魔法の森 - テーマ曲アレンジ
- ロリポップチェーンソー - 音楽ディレクター、作曲

2013年
- Halo 4 - スコアプロデューサー、オーケストレーター
- ファイナルファンタジーXIV: 新生エオルゼア - 作曲・編曲・オーケストラアレンジ
- KILLER IS DEAD - 音楽ディレクター
- ドラゴンコレクション - テーマ曲、作曲、オーケストレーター

2014年
- プロ野球スピリッツ2014 - 作曲
- サイコブレイク - テーマ曲オーケストレーター、スコアプロデューサー
- 大乱闘スマッシュブラザーズ for Nintendo 3DS / Wii U - 一部アレンジ

2015年
- Halo 5: Guardians - スコアプロデューサー、オーケストレーター
- メタルギアソリッドV - テーマ曲オーケストレーター、スコアプロデューサー

2016年
- モンスターハンターダブルクロス - テーマ曲「英雄の証MHXX ver.」アレンジ、ゲーム曲オーケストレーター、スコアプロデューサー
- ナイトクライ - 音楽

2017年
- サイコブレイク2 - ゲーム曲オーケストレーター、スコアプロデューサー
- Remothered: Tormented Fathers - テーマ曲、音楽
- メタルギアサバイブ - カットシーン音楽

2018年
- 大乱闘スマッシュブラザーズ SPECIAL - 一部アレンジ

2020年
- マーベルアイアンマン VR - オーケストレーター
- Garena Free Fire - テーマ曲、スコアプロデューサー、オーケストレーター

## 関連作品
- 朝日の陰で朝食を（ラジオドラマ）（2004年）- 作曲
- trainsurfer（ライブメーション）（2004年） - 作曲
- 幻想水滸伝Vサウンドトラック（2005年）- 作曲・編曲
- 昭和ダイナマイト（ライブメーション）（2007年） - 作曲
- Calling To The Night（メタルギアソリッドポータブルオプス、主題歌、2007年） - 作詞
- いのりの唄（メタルギアソリッド4、挿入歌、2008年） - 作詞・作曲
- おいしいツーハン生活（メタルギアソリッド4、挿入歌、2008年） - 作曲
- Heavens Divide （メタルギアソリッドピースウォーカー、主題歌、2010年） - 作詞
- 一週間フレンズ。（一週間フレンズ。（舞台、2014年） - 音楽
- ファイナルファンタジーXIV FROM ASTRAL TO UMBRAL - ピアノアレンジ、ピアノ曲ディレクション
- すばらしき映画音楽たち（ドキュメンタリー映画、2017年） - 製作総指揮[8]
- 2020年オリンピック・パラリンピックキャラクター紹介映像 - 音楽

## 関連人物 ・項目
- 中尾浩之
- 小島秀夫
- 永田琴
- 落合賢
- ハリー・グレッグソン＝ウィリアムズ
- Alan Meyerson